# مولاي مصطفى بلعربي العلوي
مولاي مصطفى بلعربي العلوي (18 مارس 1923 - 8 يناير 2007) سياسي مغربي،  تقلد مناصب عدة منها منصب وزير العدل عدة مرات في سنوات 1981 و1983 و1985 و1992.
وهو الابن البكر لشيخ الإسلام محمد بن العربي العلوي.

## مسيرته
ازداد مولاي مصطفى بلعربي العلوي بتاريخ 18 مارس 1923 بمدينة فاس.
بعد دراسته الابتدائية والثانوية بالرباط، تابع تعليمه في معهد الدراسات العليا بالرباط، حيث حصل على دبلوم في الدراسات القانونية.
وكان مولاي مصطفى بلعربي العلوي عُيّن في سنة 1955 رئيسا لديوان وزارة الداخلية، وفي سنة 1965، عاملا على الإدارة المركزية مكلفا بالشؤون السياسية ورجال السلطة.
وفي 16 أغسطس 1976، جرى تعيينه عاملا على عمالة الدار البيضاء، وهو المنصب الذي ظل يشغله إلى غاية 13 يناير 1977 تاريخ تعيينه سفيرا للمغرب بروما.
وفي 5 نوفمبر 1981، عُيِّن مولاي مصطفى بلعربي العلوي وزيرا للعدل في حكومة المعطي بوعبيد الثانية.
كما جرى تعيينه في المنصب ذاته، في 30 نوفمبر 1983، في حكومة كريم العمراني الثالثة.
وفي 11 أبريل 1985، عُيّن مجددا وزيرا للعدل في الحكومة الجديدة، التي ترأسها محمد كريم العمراني، وبعد ذلك في المنصب ذاته في حكومة عز الدين العراقي.
وحظي مولاي مصطفى بلعربي العلوي بأوسمة عدة منها وسام العرش من درجة قائد، ووسام جوقة الشرف من درجة ضابط، وميدالية المسيرة الخضراء.
وفي مايو 1990، عينه الملك الحسن الثاني عضوا بالمجلس الاستشاري لحقوق الإنسان.
وفي 11 أغسطس 1992، عُيّن من قبل الملك الحسن الثاني وزيرا للعدل في الحكومة التي ترأسها محمد كريم العمراني، وهو المنصب الذي ظل يشغله إلى غاية نوفمبر 1993.